# Preben Van Hecke
Preben Van Hecke (* 9. Juli 1982 in Dendermonde) ist ein belgischer Radrennfahrer.

## Sportliche Laufbahn
Van Hecke begann 2004 seine internationale Karriere beim spanischen Radsportteam Relax-Fuenlabrada-Bodysol. Er gewann in diesem Jahr eine Etappe und die Bergwertung bei der Ster Elektrotoer und das Eintagesrennen Noord-Nederland Tour. In den kommenden Jahren fuhr er für belgische Mannschaften. Er nahm an der Vuelta a España 2005 und dem Giro d’Italia 2006, die als 83. und 140 beendete. Außerdem gewann er die Eintagesrennen Schaal Sels, Omloop van het Waasland, Antwerpse Havenpijl und Grand Prix de la Somme.
2015 wurde Van Hecke belgischer Straßenmeister.

## Erfolge
2003
- Omloop Het Volk (U23)
- eine Etappe Tour de Normandie

2004
- eine Etappe und Bergwertung Ster Elektrotoer
- Noord-Nederland Tour

2006
- Schaal Sels

2012
- Omloop van het Waasland

2013
- Antwerpse Havenpijl
- Grand Prix de la Somme

2015
- GP Ruddervoorde
- Belgischer Meister – Straßenrennen

2017
- Bergwertung Tour of Norway

2018
- Bergwertung Valencia-Rundfahrt

2019
- Kombinationswertung Tour of Oman

## Teams
- 2004 Relax-Fuenlabrada-Bodysol
- 2005 Davitamon-Lotto
- 2006 Davitamon-Lotto
- 2007 Predictor-Lotto
- 2008 Topsport Vlaanderen
- 2009 Topsport Vlaanderen-Mercator
- 2010 Topsport Vlaanderen-Mercator
- 2011 Topsport Vlaanderen-Mercator
- 2012 Topsport Vlaanderen-Mercator
- 2013 Topsport Vlaanderen-Baloise
- 2014 Topsport Vlaanderen-Baloise
- 2015 Topsport Vlaanderen-Baloise
- 2016 Topsport Vlaanderen-Baloise
- 2017 Sport Vlaanderen-Baloise
- 2018 Sport Vlaanderen-Baloise
- 2019 Sport Vlaanderen-Baloise